# Lijst van rijksmonumenten in Buggenum
De plaats Buggenum telt 9 inschrijvingen in het rijksmonumentenregister. Hieronder een overzicht.
| Object                         | Oorspronkelijke functie? | Bouwjaar              | Architect | Locatie                   | Coördinaten?                  | Nr.?   | Afbeelding                     |
| ------------------------------ | ------------------------ | --------------------- | --------- | ------------------------- | ----------------------------- | ------ | ------------------------------ |
| Grote gesloten hoeve           | Boerderij                | 1832                  |           | Boonstraat 20             | 51° 13' 55" NB, 5° 59' 2" OL  | 19968  | Meer afbeeldingen              |
| Oude Kapelanie                 | Woonhuis                 | eerste helft 19e eeuw |           | Dorpsstraat 20            | 51° 13' 56" NB, 5° 58' 41" OL | 19969  | Oude Kapelanie                 |
| Sint-Aldegundiskerk            | Kerk en kerkonderdeel    | 18e/19e eeuw          |           | Dorpsstraat 38            | 51° 13' 54" NB, 5° 58' 51" OL | 19970  | Meer afbeeldingen              |
| Monumentaal huis met schilddak | Boerderij                | 1712                  |           | Dorpsstraat 40            | 51° 13' 53" NB, 5° 58' 54" OL | 19971  | Monumentaal huis met schilddak |
| Bakstenen huis                 | Boerderij                | 1726 (jaartalanker)   |           | Dorpsstraat 54            | 51° 13' 51" NB, 5° 58' 57" OL | 19972  | Bakstenen huis                 |
| Waegemanshof                   | Boerderij                | eerste helft 19e eeuw |           | Dorpsstraat 62A           | 51° 13' 49" NB, 5° 59' 4" OL  | 19973  | Waegemanshof                   |
| Huis Malborgh                  | Kasteel, buitenplaats    | tweede kwart 19e eeuw |           | Dorpsstraat 66            | 51° 13' 48" NB, 5° 59' 6" OL  | 19974  | Meer afbeeldingen              |
| Vml. kapelanie                 | Kerkelijke dienstwoning  | 1860                  |           | Pastoor Schmeitsstraat 13 | 51° 13' 56" NB, 5° 58' 57" OL | 517891 | Upload foto                    |
| Mariakapel                     | Kapel                    | 1899                  |           | Bergstraat 28             | 51° 13' 56" NB, 5° 58' 54" OL | 520282 | Meer afbeeldingen              |